# 甘肃风毛菊
甘肃风毛菊（学名：Saussurea kansuensis）为菊科风毛菊属的植物，为中国的特有植物。分布在中国大陆的甘肃等地，生长于海拔3,600米至3,700米的地区，见于草坡或沙坡，目前尚未由人工引种栽培。